# Nasta Palaschanka

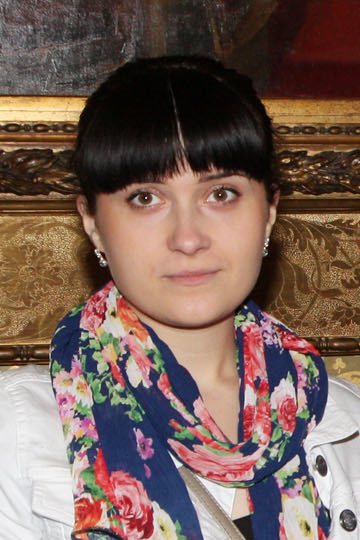
Nastassja Daschkewitsch, 2013

Nastassja Daschkewitsch, bekannter als Nasta Palaschanka (belarussisch Настасся Дашкевіч, «Наста» Палажанка; * 1990 in Belarus), ist eine belarussische Aktivistin und Oppositionelle. Sie war 2011 stellvertretende Vorsitzende der Nichtregierungsorganisation Malady Front (Малады Фронт (МФ, MF), „Junge Front“) und erhielt im selben Jahr den International Women of Courage Award des Außenministeriums der Vereinigten Staaten.

## Leben
Palaschanka hat sich mit 14 Jahren der oppositionellen Jugendbewegung in Belarus angeschlossen. Trotz Drohungen und politisch motiviertem Druck gegen sie und ihre Familie setzte sie sich für die grundlegenden Menschenrechte, Bürgerrechte und die Freiheit der Zivilgesellschaft ein. Sie wurde wiederholt inhaftiert, entwickelte sich aber zu einer Schlüsselfigur in der oppositionellen Jugendbewegung.
Am 26. Dezember 2012 heiratete Palaschanka im Gefängnis von Hrodna (Grodno) Smizer Daschkewitsch.
Die Malady Front setzt sich für eine geistige und nationale Wiederbelebung in Belarus ein, auf der Grundlage christlicher Prinzipien und nationaler Werte. (Stand November 2018)
Im Juli 2022 wurden Nasta und Smizer Daschkewitsch wegen Teilnahme an den Protesten von 2020 verurteilt.

## Auszeichnungen
Im Jahr 2011 erhielt Nasta Palaschanka als erste belarussische Frau den „International Women of Courage Award“. Unter den zehn ausgezeichneten Frauen des Jahres waren auch Rosa Otunbajewa, Zentralasiens erstes weibliches Staatsoberhaupt in Kirgisistan und die Anwältin Guo Jianmei, die sich in China für Frauenrechte einsetzt. Bei der Verleihung mit Hillary Clinton und Michelle Obama konnte Palaschanka nicht anwesend sein.